# Riccardo II di Capua
Riccardo II (detto il Calvo; c. 1075 – 1105/06) fu il settimo conte di Aversa e terzo principe di Capua della casa dei Drengot, dal 1090 o 1091. 
Fu sotto la tutela del conte Roberto di Caiazzo fino al raggiungimento della maggiore età nel 1093.
Figlio maggiore e successore di Giordano I di Capua e di Gaitelgrima, figlia del principe Guaimario IV di Salerno, prese il nome dal nonno, Riccardo I di Capua . Mentre si dilunga su questa impressionante discendenza, il cronista Guglielmo di Puglia nelle sue Imprese di Roberto il Guiscardo afferma che egli "benché sia solo un giovane, mostra già un coraggio degno di un adulto". Quando successe giovanissimo al padre, fu cacciato insieme alla sua famiglia da Landone IV. Anche i Conti di Aquino si ribellarono e attaccarono Soria, difesa dallo zio di Riccardo, Gionata, conte di Carinola .
Riccardo fu esule per i successivi sette anni finché, raggiunta la maggiore età, chiese aiuto al suo prozio, il conte di Sicilia, Ruggero I, e a suo cugino di primo grado, il duca di Puglia, Ruggero Borsa. I due Ruggeri giunsero, il primo in cambio della città di Napoli e il secondo in cambio del riconoscimento da parte di Riccardo della sovranità sulla Puglia e nel maggio del 1098 e assediarono Capua per quaranta giorni.
Fu un assedio interessante, poiché papa Urbano II, coinvolto in una controversia con il conte Ruggero, scese per discutere con lui del potere legatizio in Sicilia, mentre Anselmo d'Aosta, arcivescovo di Canterbury in esilio volontario per sfuggire al re Guglielmo II d'Inghilterra, venne a incontrare il papa. Con l'aiuto di un consistente contingente di musulmani siciliani, la città cadde e il principe fu reintegrato, la sovranità pugliese fu riconosciuta e il papa e il conte si ritirarono a Salerno.
Gli ultimi otto anni del suo regno furono privi di eventi: non lasciò eredi e alla sua morte (nel 1105 o, più probabilmente, nel 1106) gli succedette il fratello minore Roberto I. Sebbene avesse accettato di rendere omaggio al duca d'Altavilla di Puglia, i suoi successori non lo fecero e sotto di loro Capua tornò a un'indipendenza di fatto . Il confessore di Riccardo era il vescovo Bernardo di Carinola.

## Fonti
- Guglielmo di Puglia, Le gesta di Roberto il Guiscardo, libri uno Archiviato il 14 settembre 2009 in Internet Archive. (pdf)
- Norwich, John Julius . I Normanni nel Sud 1016-1130 . Longmans: Londra, 1967.